# Llista de quadres d'Isidre Nonell

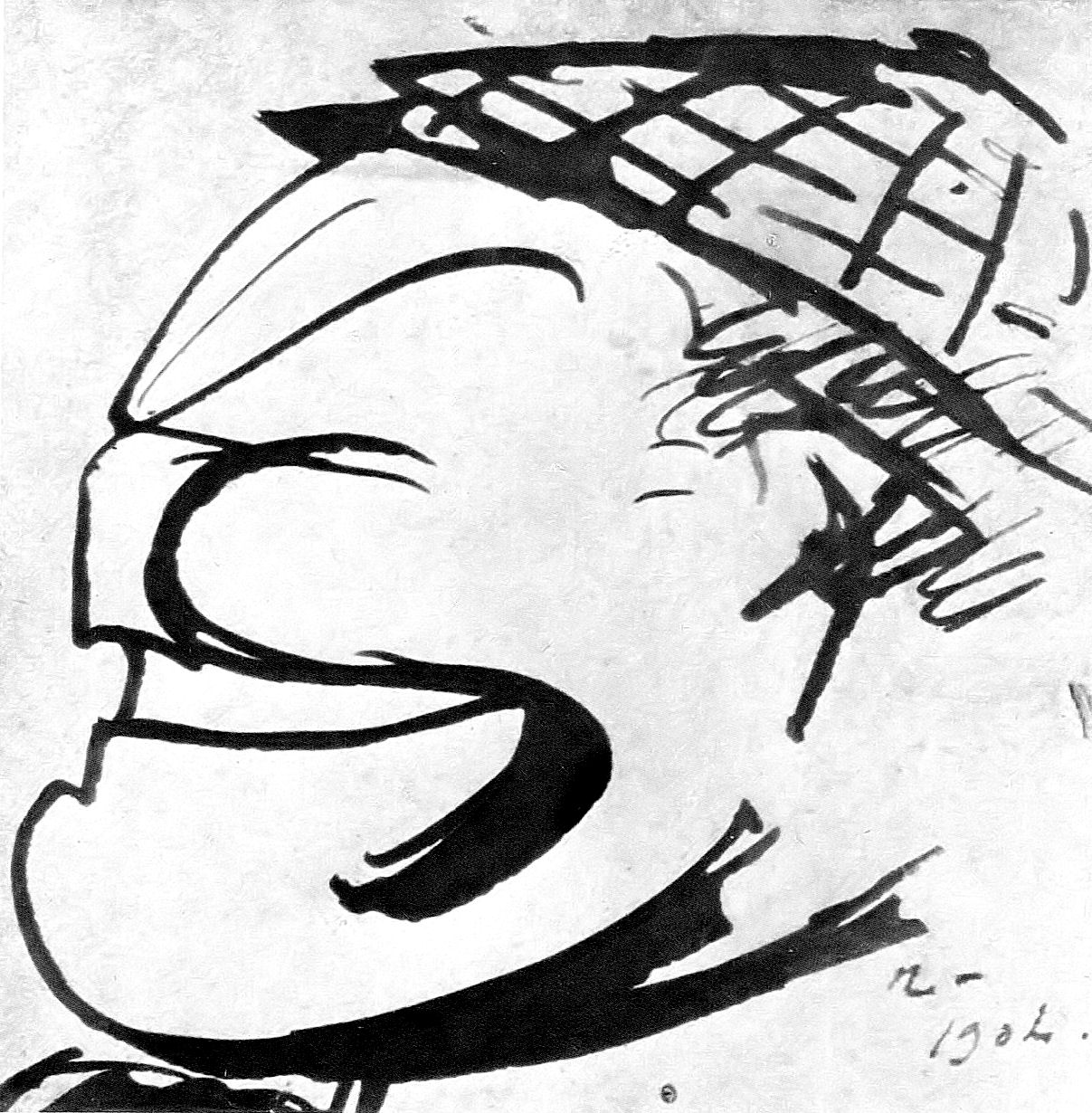
Autocaricatura, 1904

Isidre Nonell i Monturiol (1872-1911) va pintar uns 200 olis i uns 300 dibuixos com a il·lustrador. El catàleg de referència de la seva obra, tot i no ser raonat, va ser editat per Enric Jardí el 1969, i ampliat el 1984. A continuació es presenta la llista de quadres (els salts de numeració corresponen a altres obres que no són olis). Les imatges disponibles es mostren a escala.
| Imatge | Catàleg | Any       | Títol                                             | Tècnica / dimensions           | Museu / lloc                                          |
| ------ | ------- | --------- | ------------------------------------------------- | ------------------------------ | ----------------------------------------------------- |
|        | J.2     | 1891 (?)  | El pati                                           | Oli sobre tela 84 × 79         |                                                       |
|        | J.3     | 1891      | Arenys de Mar                                     | Oli sobre tela 26 × 44         | Museu Nacional d'Art de Catalunya Barcelona           |
|        | J.4     | 1892      | Interior de botiga                                | Oli sobre tela 48 × 32         |                                                       |
|        | J.10    | 1894 (?)  | Racó de fàbrica                                   | Oli sobre fusta 48 × 32        | Col·lecció particular Barcelona                       |
|        | J.11    | 1894 (?)  | Suburbi                                           | Oli sobre tela 36 × 31         | Col·lecció J. Valentí Barcelona                       |
|        | J.12    | 1894      | Cap al tard                                       | Oli sobre tela 55 × 60         | Col·lecció J. Valentí Barcelona                       |
|        | J.13    | 1894 (?)  | La masia, o El cobert                             | Oli sobre tela 60 × 55         | Col·lecció F. Guereta Madrid                          |
|        | J.14    | 1896 (?)  | Pobre vailet                                      | Oli sobre tela 145 × 94        | Museu de Montserrat Monestir de Montserrat            |
|        | J.15    | 1896 (?)  | Marina                                            | Oli sobre tela 22,5 × 30       | Col·lecció J. Sala Barcelona                          |
|        | J.16    | 1894      | Montjuïc al capvespre                             | Oli sobre tela 43 × 58         | Col·lecció J. Valentí Barcelona                       |
|        | J.17    | 1896      | Sol de matí                                       | Oli sobre tela 71 × 90         | Col·lecció particular Barcelona                       |
|        | J.18    | 1895      | Montjuïc de dia, o La figuera                     | Oli sobre tela 58 × 96         | Col·lecció J. Valentí Barcelona                       |
|        | J.19    | 1896      | Paisatge                                          | Oli sobre tela 100 × 83        | Col·lecció particular Barcelona                       |
|        | J.20    | 1896      | El pati                                           | Oli sobre tela 82 × 80,5       | Col·lecció particular Barcelona                       |
|        |         | 1896      | Cretina de Boí                                    | Dibuix sobre paper 30,5 x 22   | Museu Nacional d'Art de Catalunya Barcelona           |
|        | J.21    | 1894 (?)  | Pati                                              | Oli sobre tela 30 × 21         | Col·lecció J.A. Samaranch Barcelona                   |
|        | J.22    | 1896      | Paisatge                                          | Oli sobre tela 40 × 29         | Col·lecció particular Barcelona                       |
|        | J.23    | 1895      | Torrent, pont i cases                             | Oli sobre tela 68 × 44         | Col·lecció S. de Cruylles Barcelona                   |
|        | J.24    | 1894 (?)  | Escala                                            | Oli sobre tela 25,5 × 17,5     | Col·lecció C. i C. Serra Barcelona                    |
|        | J.25    | 1894 (?)  | El pou                                            | Oli sobre tela 25,5 × 17,5     | Col·lecció C. i C. Serra Barcelona                    |
|        | J.26    | 1901      | Platja de Pekín (Barcelona)                       | Oli sobre tela 50 × 60         | Museu de Montserrat Monestir de Montserrat            |
|        | J.27    | 1896 (?)  | Paisatge                                          | Oli sobre tela 52 × 44         | Col·lecció J. B. Cendrós Barcelona                    |
|        | J.28    | 1897 (?)  | El rec                                            | Oli sobre tela 48 × 64         | Col·lecció particular Barcelona                       |
|        | J.29    | 1896      | Paisatge                                          | Oli sobre tela 50,5 × 61       | Sala Parés Barcelona                                  |
|        | J.30    | 1896      | Paisatge de Caldes de Boí                         | Oli sobre tela 45 × 37         | Col·lecció particular Barcelona                       |
|        | J.39    | 1896      | Capvespre a Sant Martí de Provençals (La Verneda) | Oli sobre tela 95 × 144        | Col·lecció J. Valentí Barcelona                       |
|        | J.42    | 1896      | Paisatge de Caldes de Boí                         | Oli sobre tela 48,5 × 47       | Col·lecció Salvans Piera Matadepera                   |
|        | J.55    | 1897      | Le Square Saint Pierre                            | Oli sobre tela 61 × 46         | Col·lecció particular París                           |
|        | J.56    | 1898      | Sagristà repartint almoines                       | Oli sobre tela 48 × 64         | Col·lecció Santiago Julià Barcelona                   |
|        | J.57    | 1897 (?)  | El pont (París)                                   | Oli sobre fusta 32 × 41        | Sala Gaspar Barcelona                                 |
|        | J.58    | 1897      | Fangueig                                          | Oli sobre tela 26 × 42         | Museu de Montserrat Monestir de Montserrat            |
|        |         | 1897      | Captaire a París                                  | Dibuix sobre paper             |                                                       |
|        | J.59    | 1899      | Esperant la sopa                                  | Oli sobre tela 51 × 65,5       | Museu de Montserrat Monestir de Montserrat            |
|        | J.64    | 1898 (?)  | Suburbi                                           | Oli sobre tela 50 × 65         | Col·lecció particular Barcelona                       |
|        | J.65    | 1898 (?)  | Castanyera                                        | Oli sobre tela 46 × 62         | Col·lecció F. Godia Sales Barcelona                   |
|        | J.66    | 1901      | Gitana, o Consuelo                                | Oli sobre tela 131 × 90        | Museu de Montserrat Monestir de Montserrat            |
|        | J.67    | 1901      | Gitana                                            | Oli sobre tela 96 × 77,5       | Col·lecció J. A. Bertrand Barcelona                   |
|        | J.69    | 1901 (?)  | Gitana                                            | Oli sobre tela 73,5 × 55       | Col·lecció particular Barcelona                       |
|        | J.70    | 1901      | Gitana vella                                      | Oli sobre tela 55 × 46         | Sala Gaspar Barcelona                                 |
|        | J.71    | 1901      | Juli Vallmitjana                                  | Oli sobre tela 73 × 54         | Col·lecció particular Barcelona                       |
|        | J.75    | 1902      | Gitana de llaç vermell                            | Oli sobre tela 54,5 × 46,5     | Col·lecció F. Godia Sales Barcelona                   |
|        | J.76    | 1902      | Soledad                                           | Oli sobre tela 100 × 82        | Col·lecció J. Mercadé Barcelona                       |
|        | J.77    | 1902      | Figura femenina                                   | Oli sobre tela 84 × 50         | Col·lecció particular Barcelona                       |
|        | J.78    | 1902      | Gitana                                            | Oli sobre tela 48 × 40         | Col·lecció C. Ferrer Salat Barcelona                  |
|        | J.79    | 1902 (?)  | Quatre gitanes                                    | Oli sobre tela 64,5 × 49,5     | Col·lecció C. Blanco Soler Madrid                     |
|        |         | 1902      | La gitana                                         | Aquarel·la sobre paper 49 x 27 | Museu Abelló Mollet del Vallès                        |
|        | J.80    | 1901 (?)  | Figura masculina                                  | Oli sobre tela 60,5 × 50       | Col·lecció C. Vinyes Barcelona                        |
|        | J.81    | 1901      | Gitano                                            | Oli sobre tela 73 × 61         | Col·lecció J. A. Bertrand Barcelona                   |
|        | J.82    | 1901      | Figura femenina                                   | Oli sobre tela 75 × 54         | Col·lecció J. Valentí Barcelona                       |
|        | J.83    | 1901      | Estudi                                            | Oli sobre tela 54 × 73         | Museu Nacional d'Art de Catalunya Barcelona           |
|        | J.84    | 1902 (?)  | Figura                                            | Oli sobre tela 61 × 50         | Col·lecció Fermín de la Sierra Madrid                 |
|        | J.85    | 1902      | Gitana                                            | Oli sobre tela 61 × 50         | Col·lecció J. M. Morera Barcelona                     |
|        | J.86    | 1902      | Consuelo                                          | Oli sobre tela 72 × 59         | Col·lecció particular Barcelona                       |
|        | J.87    | 1903      | Gitana (Consuelo)                                 | Oli sobre tela 65 × 50         | Col·lecció particular Barcelona                       |
|        | J.88    | 1902      | Paisatge                                          | Oli sobre tela 30,8 × 25,1     | Museu Nacional d'Art de Catalunya Barcelona           |
|        | J.89    | 1902      | Amparo                                            | Oli sobre tela 50 × 61,5       | Sala Gaspar Barcelona                                 |
|        | J.90    | 1903      | Dolores                                           | Oli sobre tela 162 × 131       | Museu Nacional d'Art de Catalunya Barcelona           |
|        | J.91    | 1903      | Gitana jove                                       | Oli sobre tela 80 × 65         | Museu Nacional d'Art de Catalunya Barcelona           |
|        | J.92    | 1903      | Estudi                                            | Oli sobre tela 66 × 54         | Col·lecció I. Masoliver Barcelona                     |
|        | J.93    | 1902      | Gitana de perfil                                  | Oli sobre tela 73,5 × 54,5     | Museu Nacional d'Art de Catalunya Barcelona           |
|        | J.94    | 1902      | Gitana                                            | Oli sobre tela 116 × 82        | Col·lecció particular Barcelona                       |
|        | J.95    | 1903      | Dues gitanes, o Confidències                      | Oli sobre tela 136 × 136       | Museu Nacional d'Art de Catalunya Barcelona           |
|        | J.96    | 1904      | Gitana                                            | Oli sobre tela 42 × 34         | Col·lecció particular Barcelona                       |
|        | J.97    | 1904      | Testa de gitana                                   | Oli sobre tela 40,5 × 32       | Col·lecció particular                                 |
|        | J.98    | 1904      | Gitana                                            | Oli sobre tela 42 × 34         | Col·lecció C. Vilella Barcelona                       |
|        | J.99    | 1904      | Gitana d'esquena                                  | Oli sobre tela 100 × 60        | Col·lecció particular Barcelona                       |
|        | J.100   | 1904      | Gitana                                            | Oli sobre tela 95 × 80         | Col·lecció R. Ruiz Gallardón Madrid                   |
|        | J.103   | 1904      | Paisatge                                          | Oli sobre tela 50 × 80         | Col·lecció particular Barcelona                       |
|        | J.104   | 1904      | La Pelona                                         | Oli sobre tela 67 × 54         | Museu Nacional d'Art de Catalunya Barcelona           |
|        | J.105   | 1904      | Gitana amb mocador al cap                         | Oli sobre tela 67 × 54         | Museu Nacional d'Art de Catalunya Barcelona           |
|        | J.106   | 1904      | Bust de dona amb fons verd, o Gitana vella        | Oli sobre cartó 69 × 56,5      | Col·lecció particular                                 |
|        | J.107   | 1903      | Dona asseguda                                     | Oli sobre tela 81,5 × 65       | Col·lecció Montserrat Isern Barcelona                 |
|        | J.108   | 1904      | Gitana vella                                      | Oli sobre tela 114 × 76        | Museu de Montserrat Monestir de Montserrat            |
|        | J.109   | 1904      | Gitana                                            | Oli sobre fusta 41 × 32,5      | Museu de l'Empordà Figueres                           |
|        | J.110   | 1904      | Gitana                                            | Oli sobre cartó 64 × 46,5      | Col·lecció R. Margerit Barcelona                      |
|        | J.111   | 1904      | La Paloma                                         | Oli sobre cartó 67 × 54        | Museu Nacional d'Art de Catalunya Barcelona           |
|        | J.112   | 1904      | L'Amparo                                          | Oli sobre tela 100 × 81        | Museu Nacional d'Art de Catalunya Barcelona           |
|        | J.113   | 1905      | Gitana                                            | Oli sobre tela 73,5 × 61       | Museu Nacional d'Art de Catalunya Barcelona           |
|        |         | 1906      | Una meuca                                         | Dibuix sobre paper 48,2 × 30,4 | Museu Nacional d'Art de Catalunya Barcelona           |
|        | J.114   | 1906      | Cap de dona                                       | Oli sobre tela 41 × 33         | Col·lecció J. Valentí Barcelona                       |
|        | J.115   | 1905      | Abatiment                                         | Oli sobre tela 81 × 100        | Col·lecció particular Barcelona                       |
|        | J.116   | 1904      | Misèria, Les desgraciades, o Dues gitanes         | Oli sobre tela 75 × 100        | Museu Nacional d'Art de Catalunya Barcelona           |
|        | J.117   | 1903-1904 | Repòs                                             | Oli sobre tela 120,5 × 120,5   | Museu Nacional d'Art de Catalunya Barcelona           |
|        | J.118   | 1904      | Consuelo                                          | Oli sobre cartó 54 × 46        | Museu Nacional d'Art de Catalunya Barcelona           |
|        | J.119   | 1905      | Gitana                                            | Oli sobre tela 60 × 50         | Col·lecció F. Godia Sales Barcelona                   |
|        | J.120   | 1905      | Testa de gitana                                   | Oli sobre tela 40 × 31         | Col·lecció Raül Roviralta Barcelona                   |
|        | J.127   | 1906      | Leonor                                            | Oli sobre tela 94 × 74         | Col·lecció Antonio Mascaró Vilafranca del Penedès     |
|        | J.128   | 1906      | La Viuda                                          | Oli sobre tela 157 × 125       | Col·lecció J. Reventós Barcelona                      |
|        | J.129   | 1905      | Dolores                                           | Oli sobre tela 61 × 50         | Museu Nacional d'Art de Catalunya Barcelona           |
|        | J.130   | 1906      | La Tana                                           | Oli sobre tela 100 × 81        | Museu Nacional d'Art de Catalunya Barcelona           |
|        | J.131   | 1904      | Testa de gitana                                   | Oli sobre tela 61 × 50         | Museu Nacional d'Art de Catalunya Barcelona           |
|        | J.132   | 1906      | Soledad                                           | Oli sobre tela 81 × 65         | Museu Nacional d'Art de Catalunya Barcelona           |
|        | J.133   | 1906      | Rumiant, o Pensativa                              | Oli sobre tela 159,5 × 126,5   | Museu Nacional d'Art de Catalunya Barcelona           |
|        | J.134   | 1905      | Gitana                                            | Oli sobre tela 78 × 64         | Col·lecció particular Madrid                          |
|        | J.135   | 1905      | Consuelo                                          | Oli sobre tela 171,5 × 113,5   | Museu Nacional d'Art de Catalunya Barcelona           |
|        | J.136   | 1906      | Estudi                                            | Oli sobre tela 85 × 64         | Col·lecció S. Noguer Debray Barcelona                 |
|        | J.137   | 1905      | Gitana asseguda                                   | Oli sobre tela 131 × 116       | Col·lecció L. Arnau de Pons Barcelona                 |
|        | J.138   | 1906      | Dues gitanes                                      | Oli sobre tela 46,5 × 54       | Col·lecció F. Godia Sales Barcelona                   |
|        | J.139   | 1906      | Gitana                                            | Oli sobre tela 73 × 60         | Col·lecció Sans Cardús Barcelona                      |
|        | J.145   | 1905      | Carmen                                            | Oli sobre tela 81 × 65         | Museu Nacional d'Art de Catalunya Barcelona           |
|        | J.146   | 1906      | Gitana                                            | Oli sobre tela 174 × 112       | Col·lecció R. Rocamora Barcelona                      |
|        | J.147   | 1906      | Bust de dona                                      | Oli sobre tela 54,6 × 46       | Col·lecció Muñiz Orellana Sevilla                     |
|        | J.148   | 1906      | Consuelo                                          | Oli sobre tela 115 × 91        | Col·lecció J. Valentí Barcelona                       |
|        | J.149   | 1906      | Gitana                                            | Oli sobre tela 80 × 65         | Col·lecció R. Cano Mèxic                              |
|        | J.150   | 1906      | La Juana                                          | Oli sobre tela 61 × 50         | Museu Reina Sofia Madrid                              |
|        | J.151   | 1906      | Gitana                                            | Oli sobre tela 65,5 × 53,5     | Museu Nacional d'Art de Catalunya Barcelona           |
|        | J.152   | 1906      | Estudi (La Manuela)                               | Oli sobre tela 100,5 × 80,5    | Museu Nacional d'Art de Catalunya Barcelona           |
|        | J.153   | 1907      | Testa de gitana, o Gitaneta                       | Oli sobre tela 65 × 49         | Col·lecció Adela Hurtado Barcelona                    |
|        | J.154   | 1906      | Gitana                                            | Oli sobre tela 60 × 50         | Col·lecció J. Ferré Oriol Barcelona                   |
|        | J.155   | 1906      | La Xata                                           | Oli sobre tela 50 × 60,5       | Museu de Montserrat Monestir de Montserrat            |
|        | J.156   | 1906      | Gitana                                            | Oli sobre tela 51,6 × 44       | Col·lecció Josa Barcelona                             |
|        | J.-     | 1906      | Testa de gitana                                   | Oli sobre tela 54 × 46         | Museu Reina Sofía Madrid                              |
|        | J.-     | 1906      | Pura la gitana                                    | Oli sobre tela 81 × 65,5       | Museu de Belles Arts Bilbao                           |
|        | J.157   | 1907      | Maruja                                            | Oli sobre tela 84 × 63         | Col·lecció particular Barcelona                       |
|        | J.158   | 1907 (?)  | Dona del mocador blau                             | Oli sobre tela 55,5 × 46,5     | Col·lecció particular Madrid                          |
|        | J.159   | 1907      | Dona                                              | Oli sobre tela 65,5 × 53,5     | Col·lecció J. Valentí Barcelona                       |
|        | J.160   | 1907      | La Trini                                          | Oli sobre tela 73 × 54         | Museu Nacional d'Art de Catalunya Barcelona           |
|        | J.161   | 1907      | Dona del mocador roig                             | Oli sobre tela 52 × 46         | Col·lecció F. Godia Sales Barcelona                   |
|        | J.164   | 1907      | La Pilar                                          | Oli sobre tela 55 × 45         | Museu Nacional d'Art de Catalunya Barcelona           |
|        | J.165   | 1907      | Dona                                              | Oli sobre tela 65 × 49         | Col·lecció particular Barcelona                       |
|        | J.166   | 1907      | Gitana                                            | Oli sobre tela 57,5 × 47,5     | Col·lecció A. Argullol Barcelona                      |
|        | J.167   | 1907      | Gracieta                                          | Oli sobre tela 73 × 60         | Museu Nacional d'Art de Catalunya Barcelona           |
|        | J.168   | 1907      | Gitana                                            | Oli sobre tela 60 × 49         | Col·lecció G. Morera Girona                           |
|        | J.169   | 1907      | Dona                                              | Oli sobre tela 99 × 80         | Col·lecció J. Valentí Barcelona                       |
|        | J.170   | 1907      | Dona (Angustias)                                  | Oli sobre tela 53 × 64         | Col·lecció J. Rull Terrassa                           |
|        | J.171   | 1906      | La Chata                                          | Oli sobre tela 67 × 55         | Museu de Montserrat Monestir de Montserrat            |
|        | J.172   | 1907      | Dona                                              | Oli sobre tela 60 × 49         | Col·lecció J. Valentí Barcelona                       |
|        | J.173   | 1906      | Perfil                                            | Oli sobre tela 54 × 46         | Sala Gaspar Barcelona                                 |
|        | J.174   | 1907      | Dona mig nua                                      | Oli sobre tela 66,5 × 54       | Col·lecció J. Bas i Sabi Barcelona                    |
|        | J.175   | 1907      | Figura femenina                                   | Oli sobre tela 40,5 × 31,5     | Col·lecció particular Barcelona                       |
|        | J.176   | 1907      | Gitanes assegudes                                 | Oli sobre tela 175 × 200       | Col·lecció particular Madrid                          |
|        | J.177   | 1907      | Dona                                              | Oli sobre tela 73 × 59         | Col·lecció J. Llopis Madrid                           |
|        | J.178   | 1907      | Gitana                                            | Oli sobre tela 60 × 50         | Col·lecció J. Valentí Barcelona                       |
|        | J.179   | 1907      | Dona asseguda                                     | Oli sobre tela 118 × 97        | Col·lecció J. Valentí Barcelona                       |
|        | J.180   | 1906      | Gitana                                            | Oli sobre tela 55 × 45         | Col·lecció J. Valentí Barcelona                       |
|        | J.181   | 1907      | Gitana                                            | Oli sobre tela 53,5 × 46       | Col·lecció J. Valentí Barcelona                       |
|        | J.182   | 1907      | Bust de perfil                                    | Oli sobre tela 61 × 50         | Col·lecció X. Busquets Sindreu Barcelona              |
|        | J.183   | 1907      | Estudi                                            | Oli sobre tela 63 × 52         | Col·lecció F. Godia Sales Barcelona                   |
|        | J.184   | 1906      | Dona                                              | Oli sobre tela 73 × 50,5       | Col·lecció J. Valentí Barcelona                       |
|        | J.187   | 1907      | Dona                                              | Oli sobre tela 66 × 54,5       | Col·lecció J. Tolosa Barcelona                        |
|        | J.188   | 1908      | Estudi                                            | Oli sobre fusta 41 × 33        | Col·lecció J. Gimferrer Barcelona                     |
|        | J.189   | 1908      | Estudi, o Repòs                                   | Oli sobre tela 54,5 × 66,5     | Museu Nacional d'Art de Catalunya Barcelona           |
|        | J.190   | 1907      | Dona                                              | Oli sobre tela 65,5 × 52,5     | Col·lecció J. Valentí Barcelona                       |
|        | J.191   | 1907      | Dona                                              | Oli sobre tela 73 × 59         | Col·lecció J. Llopis Madrid                           |
|        | J.192   | 1908      | Testa femenina                                    | Oli sobre tela 35 × 42         | Col·lecció particular Barcelona                       |
|        | J.193   | 1908      | Lola, o Figura                                    | Oli sobre tela 61 × 50         | Museu de Montserrat Monestir de Montserrat            |
|        | J.194   | 1908      | Figura                                            | Oli sobre tela 60 × 51         | Col·lecció particular Barcelona                       |
|        | J.195   | 1907      | Dona                                              | Oli sobre tela 59,5 × 49       | Col·lecció J. Uriach Barcelona                        |
|        | J.196   | 1908      | Dona                                              | Oli sobre tela 56,5 × 46       | Col·lecció J. Uriach Barcelona                        |
|        | J.203   | 1908      | Julia                                             | Oli sobre tela 61 × 51         | Museu Nacional d'Art de Catalunya Barcelona           |
|        | J.204   | 1908      | Dona llegint                                      | Oli sobre tela 66 × 54         | Col·lecció L. Rocamora Barcelona                      |
|        | J.205   | 1908      | Dona (Inocencia)                                  | Oli sobre tela 80 × 66         | Col·lecció J. Valentí Barcelona                       |
|        | J.206   |           | Dona amb ventall                                  | Oli sobre tela 120 × 101       | Col·lecció J. Valentí Barcelona                       |
|        | J.207   | 1908      | Julia, o Figura                                   | Oli sobre tela 66 × 54         | Museu Nacional d'Art de Catalunya Barcelona           |
|        | J.-     | 1906      | Figura ajaguda                                    | Oli sobre tela 81,5 × 101      | Museu Nacional d'Art de Catalunya Barcelona           |
|        | J.219   |           | Dona del cabell roig                              | Oli sobre tela 39 × 43         | Col·lecció particular Barcelona                       |
|        | J.220   | 1909      | Remei                                             | Oli sobre tela 70 × 50         | Col·lecció S. Sarró Barcelona                         |
|        | J.221   | 1909      | Gitaneta                                          | Oli sobre tela 79 × 65         | Col·lecció particular Barcelona                       |
|        | J.226   | 1909      | Lola                                              | Oli sobre tela 66 × 54         | Museu Nacional d'Art de Catalunya Barcelona           |
|        | J.227   | 1909      | Florinda                                          | Oli sobre tela 73 × 59         | Col·lecció J. Sardà Barcelona                         |
|        | J.228   | 1909      | Figura femenina                                   | Oli sobre tela 76,5 × 58,5     | Col·lecció Salvans Piera Matadepera                   |
|        | J.229   | 1909      | Dona                                              | Oli sobre tela 73,5 × 59,5     | Col·lecció particular                                 |
|        | J.230   | 1909 (?)  | Cap de dona                                       | Oli sobre tela 74 × 52         | Col·lecció M. Capdevila Barcelona                     |
|        | J.231   | 1909      | Gitana, o Nyèbit                                  | Oli sobre tela 130 × 88        | Museu Reina Sofia Madrid                              |
|        | J.232   | 1909      | Gitana                                            | Oli sobre tela 74 × 60         | Reial Cercle Artístic Barcelona                       |
|        | J.233   | 1909      | Noia                                              | Oli sobre tela 66 × 54         | Col·lecció J. Uriach Barcelona                        |
|        | J.234   | 1909      | Figura femenina                                   | Oli sobre tela 129 × 89        | Col·lecció particular Barcelona                       |
|        | J.236   | 1909      | Lola                                              | Oli sobre tela 48 × 31         | Col·lecció Comte d'Ybarra Madrid                      |
|        | J.237   | 1909      | Figura femenina amb clavell                       | Oli sobre tela 52 × 45         | Col·lecció F. Godia Sales Barcelona                   |
|        | J.238   | 1910      | Natura morta amb cebes i arengada                 | Oli sobre tela 45 × 68         | Museu Nacional d'Art de Catalunya Barcelona           |
|        | J.239   | 1910      | Natura morta amb vas de terrissa                  | Oli sobre tela 54,5 × 67       | Museu Nacional d'Art de Catalunya Barcelona           |
|        | J.241   | 1910      | Natura morta                                      | Oli sobre tela 60 × 77         | Biblioteca Museu Víctor Balaguer Vilanova i la Geltrú |
|        | J.242   | 1910      | Natura morta amb gerro i pebrot                   | Oli sobre tela 50 × 61         | Museu Nacional d'Art de Catalunya Barcelona           |
|        | J.243   | 1910      | Natura morta amb pot de vidre                     | Oli sobre tela 54,5 × 66,5     | Museu Nacional d'Art de Catalunya Barcelona           |
|        | J.244   | 1910      | Natura morta amb bolets, o Menges                 | Oli sobre tela 50 × 60         | Museu de Montserrat Monestir de Montserrat            |
|        | J.245   | 1910      | Lassitud                                          | Oli sobre tela 59,5 × 72,7     | Museu Nacional d'Art de Catalunya Barcelona           |
|        | J.246   | 1910      | Dona                                              | Oli sobre tela 50,3 × 50       | Col·lecció J. Uriach Barcelona                        |
|        | J.247   | 1910      | Doloretes                                         | Oli sobre tela 53,5 × 45,5     | Col·lecció J. Valentí Barcelona                       |
|        | J.248   | 1910      | Esperança                                         | Oli sobre tela 73 × 59         | Museu de l'Empordà Figueres                           |
|        | J.249   | 1909 (?)  | Cap de dona                                       | Oli sobre tela 57 × 46 ovalat  | Museu de Montserrat Monestir de Montserrat            |
|        | J.250   | 1910      | Dona del vestit vermell                           | Oli sobre tela 67 × 54         | Col·lecció M. Lerín Barcelona                         |
|        | J.253   | 1910      | Lola                                              | Oli sobre tela 59 × 72         | Col·lecció L. Rocamora Barcelona                      |
|        | J.254   | 1910      | Gitana                                            | Oli sobre tela 57 × 45         | Museu Nacional d'Art de Catalunya Barcelona           |
|        | J.255   | 1910      | Dona, o Blanca                                    | Oli sobre tela 81 × 65         | Col·lecció particular Barcelona                       |
|        | J.256   | 1910      | Dona                                              | Oli sobre tela 100 × 79        | Col·lecció J. Valentí Barcelona                       |
|        | J.257   | 1910      | Assumpció                                         | Oli sobre tela 61,5 × 59,5     | Museu Nacional d'Art de Catalunya Barcelona           |
|        | J.258   | 1910      | Figura femenina, o Lola                           | Oli sobre tela 51 × 46         | Col·lecció particular Calafell                        |
|        | J.259   | 1910      | Nu                                                | Oli sobre tela 121 × 120       | Col·lecció M. Bloch Barcelona                         |
|        | J.260   | 1910      | Bust de dona                                      | Oli sobre tela 80 × 56         | Col·lecció particular Barcelona                       |
|        | J.261   | 1910      | Dona amb el cap cot                               | Oli sobre tela 71 × 57         | Col·lecció Carreras Barcelona                         |
|        | J.262   | 1910      | Assumpció                                         | Oli sobre tela 74 × 51         | Museu de Montserrat Monestir de Montserrat            |
|        | J.263   | 1910      | Victòria                                          | Oli sobre tela 120 × 89        | Museu de Montserrat Monestir de Montserrat            |
|        | J.264   | 1910      | Dona plorant                                      | Oli sobre tela 65 × 54         | Museu Nacional d'Art de Catalunya Barcelona           |
|        | J.265   | 1910      | Lola                                              | Oli sobre tela 57 × 54         | Col·lecció M. Folch Barcelona                         |
|        | J.267   | 1910      | Natura morta                                      | Oli sobre tela 54 × 46         | Col·lecció J. Uriach Barcelona                        |
|        | J.268   | 1910      | Natura morta amb fruites                          | Oli sobre tela 32 × 41,5       | Biblioteca Museu Víctor Balaguer Vilanova i la Geltrú |
|        | J.269   | 1910      | Natura morta                                      | Oli sobre tela 32 × 40         | Biblioteca Museu Victor Balaguer Vilanova i la Geltrú |
|        | J.270   | 1910      | Natura morta                                      | Oli sobre tela 32 × 40         | Col·lecció A. Mascaró Vilafranca del Penedès          |
|        | J.271   | 1910      | Dona                                              | Oli sobre tela 57,8 × 48       | Col·lecció F. Rivière Barcelona                       |
|        | J.272   | 1910      | Edelmira                                          | Oli sobre tela 60 × 50         | Col·lecció F. Rivière Barcelona                       |
|        | J.273   | 1910      | Flores                                            | Oli sobre tela 100,5 × 80,6    | Museu Nacional d'Art de Catalunya Barcelona           |
|        | J.274   | 1910      | Dona                                              | Oli sobre tela 73 × 50         | Col·lecció J. Valentí Barcelona                       |
|        | J.275   | 1910      | Remei                                             | Oli sobre tela 70 × 53         | Col·lecció particular Barcelona                       |
|        | J.277   | 1906 (?)  | Retrat de l'escriptor C. Capdevila                | Oli sobre tela 73 × 59         | Col·lecció particular Barcelona                       |
|        | J.278   | 1910      | Dona                                              | Oli sobre tela 72 × 52         | Col·lecció J. A. Bertrand Barcelona                   |
|        | J.-     | 1910      | Dolors                                            | Oli sobre fusta 71 × 53        | Fundació Banc Santander Madrid                        |
|        | J.-     | ?         | Porta de l'estudi                                 | Oli sobre fusta 28 × 19        | Museu Abelló Mollet del Vallès                        |